# PZL.54 Ryś
Il PZL.54 Ryś (lince, in lingua polacca) era un velivolo da attacco al suolo bimotore ad ala bassa sviluppato dall'azienda polacca Państwowe Zakłady Lotnicze di Varsavia negli anni trenta e rimasto allo stadio di progetto.

## Storia del progetto
Verso la metà del 1939 il Comando Supremo della Polska Lotnictwo Wojskove decise di acquistare la licenza di produzione dei propulsori in linea francesi Hispano-Suiza 12Z che ci si aspettava erogassero una potenza di 1 400-1 600 hp.
All'inizio del mese di agosto del 1939 gli ingegneri Franciszek Misztal e Tadeusz Tarczyński della fabbrica aeronautica PZL iniziarono a lavorare sul progetto di un caccia pesante bimotore da assalto, designato PZL.54 Ryś. Tale velivolo risultava essere una versione riveduta e corretta del precedente PZL.48 Lampart
, a sua volta derivato dal PZL.38 Wilk. L'aereo si presentava come un moderno velivolo monoplano ad ala bassa, di costruzione interamente metallica (duralluminio), a carrello retrattile. Il profilo aerodinamico si basava su quello riuscito del bombardiere PZL P.37 Los, incluso l'impennaggio di coda bideriva.

## Descrizione tecnica
Il velivolo era un aereo da attacco al suolo dotato di configurazione alare monoplano ad ala bassa, di costruzione interamente metallica. L'impennaggio di coda era bideriva.
Il carrello di atterraggio era triciclo posteriore, completamente retrattile, con le gambe anteriori che si posizionavano all'interno della parte posteriore delle gondole dei motori, mentre il ruotino di coda era fisso.
I propulsori erano due motori in linea Hispano-Suiza 12Z a 12 cilindri a V, raffreddati a liquido, eroganti ciascuno 1 400-1 600 CV (1 030-1 177 kW) ed azionanti eliche tripala metalliche.
L'equipaggio era formato da due persone, il pilota e l'operatore radio/mitragliere, posizionati in un abitacolo chiuso e riscaldato. Il mitragliere disponeva di una postazione brandeggiabile ad azionamento idraulico. Quando le armi difensive posteriori non erano utilizzate si abbassavano in appositi alloggiamenti ed il tettuccio veniva chiuso.
L'armamento si componeva di due cannoni FK wz. 38D calibro 20 mm fissi nella parte anteriore del velivolo. e 6 mitragliatrici PWU wz.36 da 7,92 mm., tre per ogni semiala, più due mitragliatrici PWU wz.37 "Szczeniak" da 7,92 mm brandeggiabili nella parte posteriore dell'abitacolo. Il carico massimo offensivo trasportabile era pari a 500 kg di bombe.

## Impiego operativo
Il primo prototipo doveva essere equipaggiato con due motori Hispano-Suiza 12X o 12Y eroganti 800-1 000 hp, disponibili già nel 1939. A causa delle ridotte capacità produttive dell'industria polacca l'acquisto di motori in linea, o la loro produzione su licenza, si rivelò difficile da mettere in atto.
Secondo i piani di produzione predisposti dalla PZL, si prevedeva che le prime consegne dei velivoli di serie ai reparti operativi potessero essere eseguite nel 1942. Lo scoppio della guerra con la Germania impedì ogni ulteriore sviluppo.

## Utilizzatori
Polonia
- Lotnictwo Wojska Polskiego